# Peter Pacult
Peter Pacult (Bécs, 1959. október 28. –) osztrák labdarúgó-menedzser, Osztrák labdarúgó-válogatott játékos.

## Pályafutása

### Játékosként
Az Floridsdorfer AC-ben kezdte pályafutását ifjúsági szinten. 1981-ben lett profi játékos a Wiener SC csapatánál. 1984-ben csatlakozott a Rapid Wien klubjához, ahol 1985-ben az Everton ellen elvesztették a Kupagyőztesek Európa-kupáját. Ezután átigazolt a Tirol Innsbruck csapatába. Itt kétszer nyert bajnokságot, valamint kupát és egyszer a bajnokság gólkirálya is lett. 1984-ben megválasztották az év játékosának. 1992-ben egy szezon erejéig a Stahl Linz csapatának játékosa volt. Ezután Németországba igazolt a TSV 1860 München csapatához. 1995-ben egy szezont lehúzott az Austria Wien csapatánál, majd visszavonult.

### Edzőként

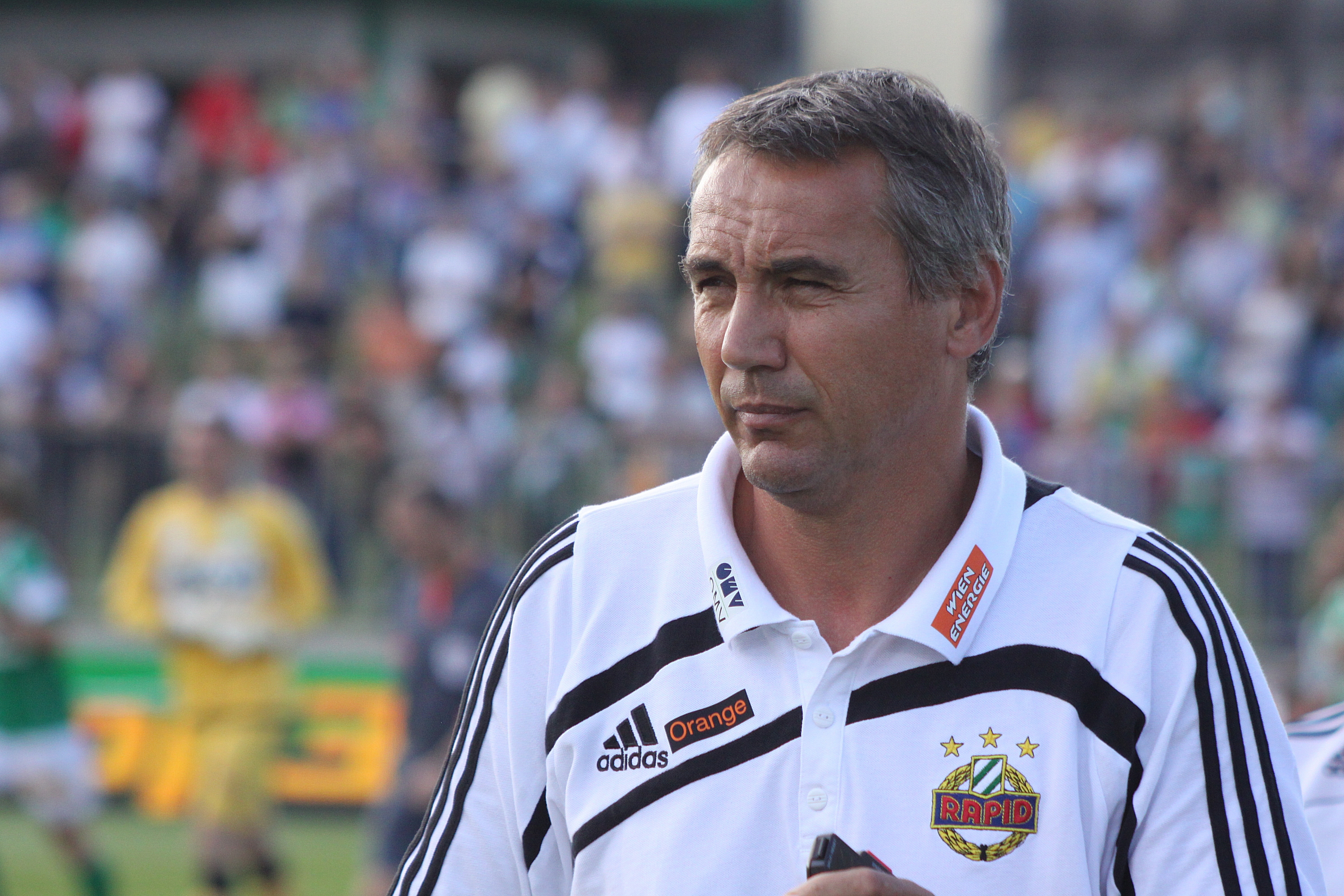
Peter Pacult a SK Rapid Wien menedzsereként.

Edzői karrierjét 1996-ban kezdte el a TSV 1860 München korosztályos csapatainál, valamint segédedző volt a felnőtteknél. 2001. október 18-án a felnőtt keret edzője lett, ahol Werner Lorantot váltotta. 2004-től a FC Kärnten edzője lett egészen 2005-ig.
2005. május 19-én az Allianz Arena hivatalos megnyitóján tartott mérkőzésen ő szerezte az első gólt.
2005. december 28-án a Bundesliga 2-ben szereplő Dynamo Dresden menedzsere lett. 2006. május 14-ig volt a klub menedzsere. Ezután a SK Rapid Wien klubját irányította. Első szezonjában a negyedik helyen végeztek a bajnokságban. A következő évben az Intertotó Kupában szerepeltek. A FC Red Bull Salzburg ellen 7-0-ra nyertek. A szezon során sikerült megnyerniük a bajnokságot. A 2008-09-es szezonban nem sikerült megvédeni bajnoki címüket, mivel a FC Red Bull Salzburg mögött négy ponttal lemaradva lettek másodikok. 2009 nyarán a személyzetben több változást hajtott végre. Leopold Rotter helyett Zoran Barisic lett a segédedzője, a kapus edző Manfred Kohlbacher is távozott, helyére Peter Caprolagus érkezett.
A 2009-10-es és a 2010-11-es szezonban sikerült bejutniuk az Európa-liga csoportkörébe, ahol az angol Aston Villa csapatát oda-vissza sikerült megverniük.
2011 áprilisában szerződést bontott klubjával, mivel felmerült, hogy a Red Bull főnökével Dietrich Mateschitzcal titkos tárgyalásokat végzett. Egy sajtótájékoztatón elismert mindent. A 2011-12-es szezon előtt átvette az RB Leipzig csapatát Tomas Oraltól. Kétéves szerződét kötött a német klubbal. Miután a vezetőség elvárásainak nem megfelelően szerepelt a csapat a bajnokságban, Petert menesztették és helyére Alexander Zorniger érkezett.
2012. december 18-án egy 2014. június 30-ig szóló szerződést írt alá egykori csapatához a Dynamo Dresdenhez. 2013 augusztusában távoznia kellett. 2015. április 22-én kinevezték a Floridsdorfer menedzserévé. Szeptember 24-én lemondott. Október 6-án aláírt a szlovén Zavrč csapatához, de két héttel később kirúgták. 2017. január 7-én a horvát Cibalia csapatánál vállalt munkát, de márciusban távoznia kellett sikertelen szereplés miatt. Június 13-án a szerb Radnički Niš csapatával kötött szerződést, de szeptemberben távoznia kellett.
2018. január 3-án az albán Kukësi edzője lett, de július 13-án menesztették. 2019. március 8-án a montenegrói Titograd klubjánál vállalt munkát, de itt sem maradt sokáig. 2020 decemberében az osztrák másodligás Austria Klagenfurt csapatához került.

## Válogatott
1982-ben debütált az Osztrák labdarúgó-válogatottban az Északír labdarúgó-válogatott ellen, de az 1990-es labdarúgó-világbajnokságon nem vett részt. 24 alkalommal húzta magára a címeres mezt és ezeken egy gólt szerzett a Csehszlovák labdarúgó-válogatott ellen 4-2-re elvesztett mérkőzésen. 1993-ban a Svéd labdarúgó-válogatott elleni világbajnoki selejtezőn szerepelt utoljára a válogatottban.

### Válogatott góljai
| 1                         | 1988. szeptember 20. | Letná Stadium, Prága, Belgium | Csehszlovákia | 1–2 | 2–4 | Barátságos mérkőzés |
| 2013. január 20. szerint. |                      |                               |               |     |     |                     |

## Sikerei, díjai

### Játékosként
Osztrák Bundesliga
- 1989, 1990

Osztrák kupa
- 1985, 1989

Osztrák Bundesliga gólkirálya
- 1989[21]

### Edzőként
Osztrák Bundesliga
- 2007/08